# 空色のキセキ
空色のキセキ（そらいろのキセキ）は、SUPER☆GiRLSの9枚目のシングル。2014年2月12日にiDOL Streetから発売された。

## 概要
3作同時発売の前作から約2か月ぶりのシングル。オリジナルメンバーで初代リーダーの八坂沙織が参加する最後の作品。"SUPER☆GiRLS 第1章"としては最後のシングル。
「空色のキセキ」は2013年12月22日に行われた「iDOL Street Carnival 2013 WINTER X'mas Special 〜これが私のアイドル道〜」で初披露された。
2014年2月の「ラジオ日本パワーチューン」に選ばれた。
ジャケットA（CD+DVD）、ジャケットB（CDのみ）、イベント会場・mu-moショップ限定盤（ジャケットC、CDのみ）、イベント会場・mu-moショップ限定盤（ミュージックカード×11形態）の4種14形態。

## 収録曲
1. 空色のキセキ [5:05]
作詞：BOUNCEBACK、作曲：小川裕一郎、編曲：大西克巳
2. Catch The Dream [4:18]
作詞：BOUNCEBACK、作曲：丸山真由子、編曲：清水武仁
3. 空色のキセキ（Instrumental） 
ジャケットBにのみ収録。
4. Catch The Dream（Instrumental）
ジャケットBにのみ収録。

### DVD

#### ジャケットA
1. 空色のキセキ（ミュージック・ビデオ）
2. Making Movie

## タイアップ
1. 中京テレビ・日本テレビ系『フットンダ』2014年2月エンディングテーマ
2. 日本テレビ系『ミュージックドラゴン』POWER PLAY

## イベント
| 日程                   | 公演名                                                                   | 会場                                        | 備考                                                                               |
| ---------------------- | ------------------------------------------------------------------------ | ------------------------------------------- | ---------------------------------------------------------------------------------- |
| 2014年 1月12日・2月1日 | 発売記念 グループ別握手会                                                | avex本社                                    | mu-moショップで販売された参加券付き商品購入者対象                                  |
| 2月8日                 | 発売記念 八坂沙織 個別握手会                                             | avex本社                                    | mu-moショップで販売された参加券付き商品購入者対象                                  |
| 2月11日                | 発売記念スペシャルイベント！イトーヨーカドー×SUPER☆GiRLSメンバー店員企画 | アリオ西新井                                | ミニライブ・福引き・CD即売会                                                       |
| 2月12日                | 発売記念 Thanksgiving Event                                              | HMVルミネエスト新宿 SHIBUYA TSUTAYA         | グループ別握手会 14日の東京会場（アキバ☆ソフマップ1号店、HMV目黒）は降雪のため中止 |
| 2月13日                | 発売記念 Thanksgiving Event                                              | アキバ☆ソフマップ1号店 タワーレコード新宿   | グループ別握手会 14日の東京会場（アキバ☆ソフマップ1号店、HMV目黒）は降雪のため中止 |
| 2月14日                | 発売記念 Thanksgiving Event                                              | アキバ☆ソフマップ1号店 HMV目黒 ヤマハ心斎橋 | グループ別握手会 14日の東京会場（アキバ☆ソフマップ1号店、HMV目黒）は降雪のため中止 |
| 2月15日（中止）        | 発売記念 握手会イベント                                                  | ラゾーナ川崎プラザ                          | ミニライブ・グループ別握手会 15日は降雪のため中止                                  |
| 2月16日                | 発売記念 握手会イベント                                                  | 千里セルシー                                | ミニライブ・グループ別握手会 15日は降雪のため中止                                  |
| 2月22日                | 発売記念 個別撮影会                                                      | avex本社                                    | mu-moショップで販売された参加券付き商品購入者対象                                  |
| 3月1日                 | 発売記念 個別撮影会                                                      | サンライズビル                              | mu-moショップで販売された参加券付き商品購入者対象                                  |
| 3月2日                 | 発売記念 グループ別握手会                                                | avex本社                                    | mu-moショップで販売された参加券付き商品購入者対象                                  |